# Al-Haiz
Al-Haiz, znane również jako el-Haiz, el-Hayz, el-Hayez, el-Héz (arab. ‏الحيز‎) – obszar osadniczy w kotlinie na południu pasa oaz Al-Bahrijja na Pustyni Zachodniej w Egipcie.
Znajduje się około 50 kilometrów na południowy zachód od Al-Bawiti i na południu Czarnej Pustyni. W kotlinie znajdują się imponujące krajobrazy i dowody archeologiczne.

## Historia
Z Al-Haiz pochodzą  najstarsze dowody na całą kotlinę Al-Bahrijja ze starożytnego egipskiego Starego Państwa. Czescy archeolodzy pod przewodnictwem Miroslava Bárty odkryli fragmenty osady na terenie Qārat el-Abyaḍ.